# La Bonté des femmes
Pour plus de détails, voir Fiche technique et Distribution.
La Bonté des femmes est un téléfilm français réalisé par Marc Dugain et Yves Angelo, diffusé sur France 2 le 26 janvier 2011 et rediffusé le 25 avril 2012.

## Synopsis
Alors qu'une épidémie menace la France, Paul, éditeur parisien, se réfugie avec sa femme Hélène dans la maison de campagne familiale. Les enfants du couple ne vont pas tarder à les rejoindre. Ainsi qu'une certaine Sonia et son petit garçon. En effet, Paul, inquiet par la gravité de la situation, a demandé à sa jeune maîtresse de se joindre à eux. Bien sûr, Hélène ignore tout de cette liaison...

## Fiche technique
- Réalisation : Marc Dugain et Yves Angelo
- Scénario et dialogues : Marc Dugain
- Durée : 90 min
- Pays :  France
- Genre : Drame
- Année de production : 2010
- Dates de diffusion : 26 janvier 2011 et 25 avril 2012 sur France 2

## Distribution
- André Dussollier : Paul
- Caroline Silhol : Hélène
- Annelise Hesme : Sonia
- Grégory Gadebois : Alex
- Amandine Dewasmes : Laetitia
- Thomas Blanchard : Julien
- Thierry Hancisse : Marc (rôle coupé au montage)